# Anita Buri
Anita Buri (ur. 3 lipca 1978 w Bergu) – szwajcarska modelka i prezenterka, Miss Szwajcarii z 1999 roku.

## Życiorys
Ukończyła szkołę średnią w miejscowości Berg. W wieku 17 lat została modelką.
W 1999 roku otrzymała tytuł Miss Szwajcarii, trzy lata później rozpoczęła pracę prezenterki. W listopadzie 2007 roku wraz z Sonią Grandjean (Miss Szwajcarii 1998) oraz tancerką Elją-Dušą Kedveš założyła grupę taneczną Las Missticas.

## Życie prywatne
Przez trzy lata była związana z Thomasem Wüstem. Spotykała się następnie z piłkarzem Markiem Hodelem, od czerwca 2003 do stycznia 2009 roku pozostawała z nim w związku małżeńskim; w listopadzie 2002 roku parze urodził się syn Jeremy.
Buri była następnie w związkach z kolarzem Arminem Meierem oraz z piłkarzem plażowym Stephanem Meierem.